# Lac Opitoune
Le lac Opitoune est un plan d'eau douce du bassin versant de la rivière Péribonka, situé sur la rive Nord-Ouest du fleuve Saint-Laurent, dans le territoire non organisé de Mont-Valin, dans la municipalité régionale de comté (MRC) du Fjord-du-Saguenay, dans la région administrative de la Saguenay–Lac-Saint-Jean, dans la province de Québec, au Canada.
La foresterie constitue la principale activité économique du secteur ; les activités récréotouristiques sont accessoires compte tenu de l’éloignement géographique et du manque de routes d’accès,,.
La surface du lac Opitoune est habituellement gelée de la mi-novembre à la mi-avril, toutefois la circulation sécuritaire sur la glace se fait généralement du début de décembre à la fin de mars.

## Géographie
Les principaux bassins versants voisins du lac Opitoune sont :
- côté Nord : lac Double, rivière des Montagnes Blanches, lac à la Croix, rivière Falconio, rivière aux Perches ;
- côté Est : lac Anik, lac Perdu, lac des Prairies, rivière Écho, rivière Canton, rivière Betsiamites, rivière Praslin, rivière Villéon ;
- côté Sud : lac Opitounis, rivière Manouane, Petite rivière Manouane, rivière Duhamel ;
- côté Ouest : lac Manouane, rivière Bonnard, rivière Modeste, Petite rivière des Perdrix Blanches[1].

Ce lac entouré de quelques zones de marais (surtout du côté Sud) est traversé sur 5,9 km vers le Sud-Est, le Nord, puis l’Est, dans sa partie Sud du lac par la rivière Manouane. Ce lac comporte une longueur de 11,2 km, une largeur maximale de 2,6 km et une altitude de 484 m.
Le lac Opitoune a une forme d’éclair avec un seul Z. Formé sur la longueur, ce lac est séparé (côté Ouest) par une presqu’île (longueur : 10,2 km s’étirant vers le Sud et formant la rive Est du lac Manouane.
L’embouchure du lac Opitoune est localisée sur la rive Sud-Est, soit à :
- 14,7 km au Sud-Ouest du lac Manouanis ;
- 14,9 km au Sud-Ouest du lac Perdu ;
- 16,9 km au Sud-Est de l’embouchure de la rivière des Montagnes Blanches ;
- 39,9 km au Nord-Est du deuxième émissaire du lac Manouane, soit la rivière Bonnard ;
- 82,0 km au Nord de l’embouchure de la Petite rivière Manouane (confluence avec la rivière Manouane ;
- 100 km au Nord du barrage à l’embouchure du lac Péribonka ;
- 240,5 km au Nord de l’embouchure de la rivière Péribonka (confluence avec le lac Saint-Jean)[1],[4].

À partir de l’embouchure du lac Opitoune, le courant descend sur 203 km vers le Sud la rivière Manouane, sur 143,3 km vers le Sud le cours de la rivière Péribonka, traverse le lac Saint-Jean vers l’Est sur 29,3 km, puis emprunte sur 155 km le cours de la rivière Saguenay vers l’Est jusqu'à la hauteur de Tadoussac où il conflue avec le fleuve Saint-Laurent.

## Toponymie
Le terme "Opitoune" est dérivé de "pitoune" dans le langage populaire des travailleurs de chantiers forestiers, signifiant des billes de bois flottant transportées à la dérive de cours d'eau jusqu'aux moulin à pulpe surtout pour y fabriquer du papier.
Le toponyme « Lac Opitoune » a été officialisé le 5 décembre 1968 par la Commission de toponymie du Québec.